# 참깨볼
참깨볼은 찹쌀가루로 빚은 다음 참깨 고물을 묻혀 튀긴 중국식 경단이다. 연밥, 녹두, 팥 등으로 만든 앙금이 들어가며, 바삭바삭하고 쫄깃하다.

## 이름
중국어로는 젠두이(煎堆 jiānduī)라 부른다. 장저(장쑤·저장) 지역에서는 마추(麻球 máqiú), 화베이(베이징·톈진·허베이·산시) 지역에서는 마퇀(麻团 mátuán), 둥베이(랴오닝·지린·헤이룽장) 지역에서는 마웬(麻圆 máyuán), 하이난 지역에서는 전다이(珍袋 zhēndài), 광시 지역에서는 유두이(油堆 yóuduī), 후베이 지역에서는 환시퉈(欢喜坨 huānxǐtuó)로 부른다. 타이완에서는 즈마추(芝麻球 zhīmaqiú)로 부르며, 홍콩에서는 진더이(煎堆 zin1deoi1)로 부른다.
젠두이/진더이(煎堆), 유두이(油堆) 등 "퇴(堆)"가 들어가는 이름일 경우에, "더미"라는 뜻인 퇴(堆) 외에, "떡"이라는 뜻의 퇴(䭔)도 쓰인다. 발음은 두 글자가 같다.

## 기원
참깨볼의 기원은 당나라 시기 장안의 궁중요리까지 거슬러 올라간다. 당시에는 녹퇴(碌堆)라고 불렸는데, 시인 왕범지(王梵志)의 시에도 이 이름이 등장한다. 이후 중국 중원에서 남쪽으로 이주가 대거 이뤄짐에 따라 참깨볼도 함께 전해져, 가장 널리 알려진 딤섬 가운데 하나가 되었다.

## 지역별

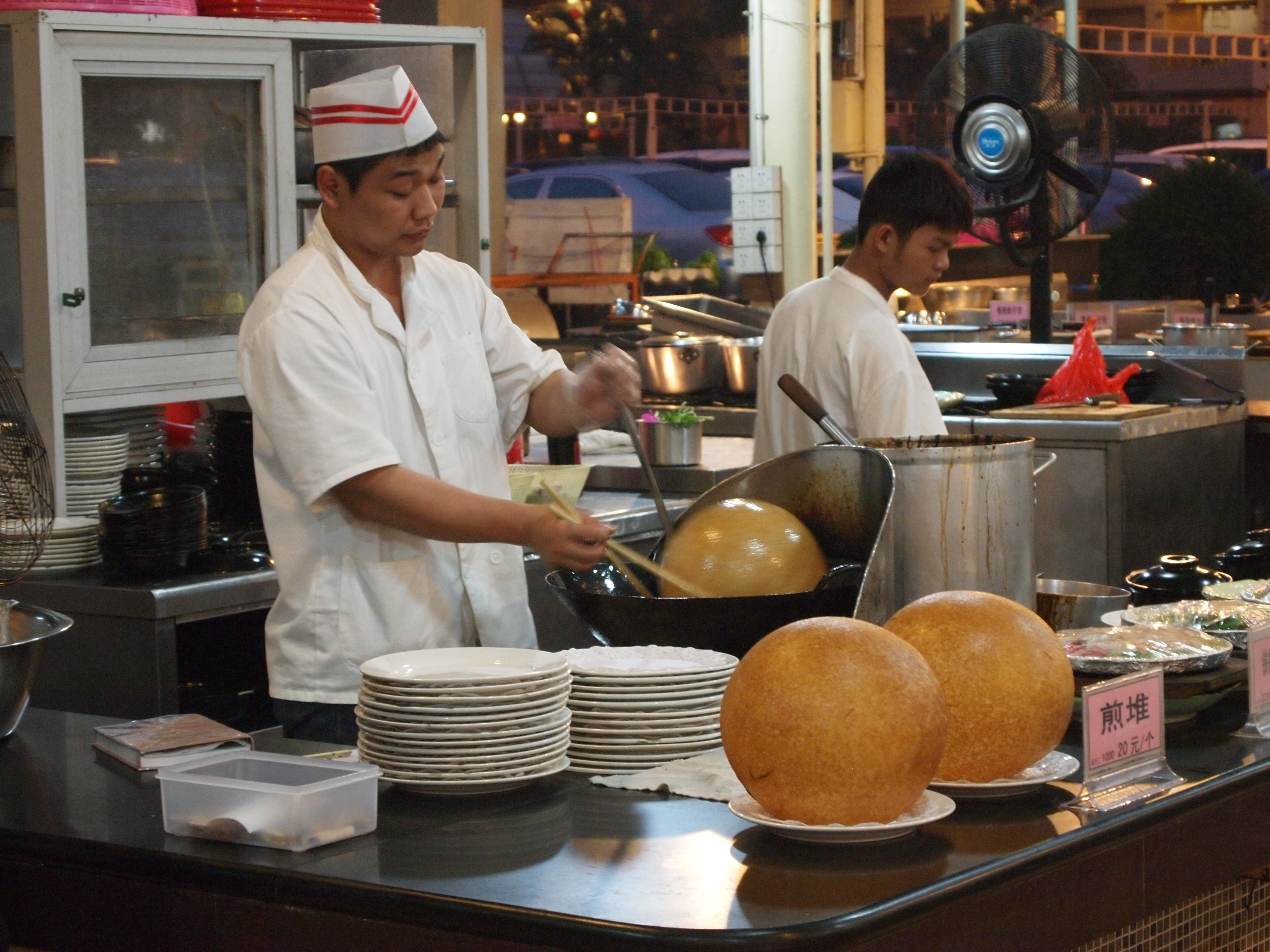
거대한 크기의 젠두이

### 중화권

#### 홍콩
홍콩에서 진더이(광둥어: 煎堆 zin1deoi1)는 가장 널리 알려진 빵·딤섬 중 하나이다. 여러 나라 차이나타운 빵집에서도 어렵지 않게 찾아볼 수 있으며, 영어로는 세서미 시드 볼(sesame seed ball)로 부르기도 한다.

### 동아시아

#### 대한민국
대한민국에서는 참깨볼이나 참깨경단으로 불린다. 지마구(芝麻球)라고 불리기도 한다. 삶아서 참깨 고물을 묻힌 한국식 경단과의 혼동을 피하기 위해 중국식 참깨경단이나 튀긴 참깨경단 등으로 부르기도 한다.

#### 일본
일본에서는 "참깨 당고"라는 뜻인 고마당고(ごま団子)라 불린다. 노점이나 중화가 등 여러 식당에서 볼 수 있다.

### 동남아시아

#### 베트남
베트남에서는 비슷한 음식이 바인 깜(bánh cam)과 바인 란(bánh rán)으로 불린다. 바인 깜은 북부에서, 바인 란은 남부에서 먹는데, 주로 달콤한 녹두 앙금을 넣는다. 바인 란은 재스민 꽃 에센스로 향을 내 만드는데, 녹두 앙금으로 달게 만들기도 하지만 다진 고기, 카사바 당면, 버섯 등을 넣어 짭짤하게 만들기도 한다. 이 경우에 채소와 느억 쩜을 같이 낸다.

#### 말레이시아
말레이시아에서는 비슷한 음식이 쿠이 봄(kuih bom)이라 불린다. 주로 가당 코코넛 플레이크나 견과류를 속으로 넣는데, 가끔 팥앙금을 쓰기도 한다.
주로 하카어를 쓰며 사바주에 사는 말레이시아 화교들은 참깨볼을 요우 치(you chi)로 부른다.

#### 인도네시아
인도네시아에서는 비슷한 음식이 온데온데(onde-onde)라 불린다. 달콤한 녹두 앙금을 넣어 만들고, 주로 간식으로 먹는다. 온데온데는 네덜란드에 있는 인도(네덜란드·인도네시아계 유라시아인) 식료품점, 인도네시아 식료품점, 베트남 식료품점에서도 흔히 볼 수 있다.

#### 필리핀
필리핀에서는 참깨볼을 부치(butsi)로 부른다. 스페인어로도 부치(buchi)이다. 수백 년 동안 화교가 정착하면서 중국 요리(특히 광둥 요리와 푸젠 요리)도 필리핀 요리에 통합되었기 때문에, 부치 역시 대중적인 음식이 되었다. 필리핀에서 중국 요리의 아이콘으로 여겨지며, 복(福)의 상징이기도 하다. 중식당이 아닌 일반 음식점이나 패스트푸드 체인에서 팔기도 하며, 연밥이나 팥앙금 같은 중국식 소 대신에 자색마 같은 현지 재료를 넣어 만들기도 한다.

## 같이 보기
- 쿠에